# Stepan Fëdorov
Stepan Valer'evič Fëdorov (in russo Степан Валерьевич Фёдоров?; traslitterazione anglosassone Stepan Valeryevich Fyodorov; Kemerovo, 8 maggio 1987) è uno slittinista russo.

## Biografia
Ha iniziato a gareggiare per la nazionale russa nelle varie categorie giovanili nella specialità del singolo, non riuscendo a cogliere risultati di particolare prestigio.
A livello assoluto ha esordito in Coppa del Mondo nella stagione 2006/07, ha conquistato il primo podio il 24 gennaio 2015 nel singolo a Winterberg (2°) e la prima vittoria il 21 febbraio 2016 sempre a Winterberg nella gara monoposto. In classifica generale come miglior risultato si è piazzato all'ottavo posto nella specialità del singolo nel 2014/15.
Ha preso parte a due edizioni dei Giochi olimpici invernali: a Vancouver 2010 ha raggiunto la diciannovesima posizione nella prova individuale e a Pyeongchang 2018 ha terminato la gara del singolo al tredicesimo posto.
Ha preso parte altresì a quattro edizioni dei campionati mondiali, conseguendo il suo più importante piazzamento a Sigulda 2015 dove ha concluso la prova del singolo in settima posizione. Nelle rassegne continentali ha colto la sesta piazza a Soči 2015 nella gara monoposto.

## Palmarès

### Coppa del Mondo
- Miglior piazzamento in classifica generale nel singolo: 8° nel 2014/15.
- 6 podi (3 nel singolo, 1 nel singolo sprint e 2 nelle gare a squadre):
  - 1 vittoria (nel singolo);
  - 3 secondi posti (1 nel singolo, 1 nel singolo sprint e 1 nelle gare a squadre);
  - 2 terzi posti (1 nel singolo e 1 nelle gare a squadre).

#### Coppa del Mondo - vittorie
| Data             | Luogo      | Paese    | Disciplina |
| ---------------- | ---------- | -------- | ---------- |
| 21 febbraio 2016 | Winterberg | Germania | Singolo    |

### Campionati russi
- 1 medaglia:
  - 1 bronzo (singolo a Sigulda 2014[1]).